# Homalocephala mamaevi
Homalocephala mamaevi is een vliegensoort uit de familie van de prachtvliegen (Ulidiidae). De wetenschappelijke naam van de soort is voor het eerst geldig gepubliceerd in 1995 door Krivosheina & Krivosheina.